# عاصفة رملية (فلم 2016)
عاصفة رملية (بالعبرية: סופת חול‏) Sufat Chol) هو فيلم درامي إسرائيلي لعام 2016 من إخراج إيليت زيكسر. تم عرضه في قسم البانوراما في الدورة 66 لمهرجان برلين السينمائي الدولي. في مهرجان صندانس السينمائي 2016 فازت بجائزة لجنة التحكيم الكبرى في قسم السينما العالمية الدرامية. حاز على جائزة أفضل فيلم في حفل توزيع جوائز أوفير. تم اختياره كإدخال إسرائيلي لأفضل فيلم بلغة أجنبية في حفل توزيع جوائز الأوسكار التاسع والثمانين لكنه لم يتم ترشيحه.
تدور أحداث الفيلم في قرية بدوية في جنوب إسرائيل, وهو أول فيلم من إخراج إيليت زيكسر.

## الطاقم
- لميس عمار بدور ليلى
- ربا بلال بدور جليلة
- هيثم عمري بدور سليمان
- خديجة العقيل بدور تسنيم
- جلال مصاروة بدور أنور

## روابط خارجية
- Sand Storm  في قاعدة بيانات الأفلام على الإنترنت (بالإنجليزية)